# Liste der Biografien/Delu
Liste der Biografien |
Portal Biografien |
Personensuche
# |
A |
B |
C |
D |
E |
F |
G |
H |
I |
J |
K |
L |
M |
N |
O |
P |
Q |
R |
S |
T |
U |
V |
W |
X |
Y |
Z |
?
 
Da |
Db |
Dc |
Dd |
De |
Dg |
Dh |
Di |
Dj |
Dk |
Dl |
Dm |
Dn |
Do |
Dq |
Dr |
Ds |
Du |
Dv |
Dw |
Dy |
Dz
 
De A |
De B |
De C |
De D |
De E |
De F |
De G |
De H |
De J |
De K |
De L |
De M |
De N |
De P |
De Q |
De R |
De S |
De T |
De V |
De W |
De Y |
De Z 

Dea |
Deb |
Dec |
Ded |
Dee |
Def |
Deg |
Deh |
Dei |
Dej |
Dek |
Del |
Dem |
Den |
Deo |
Dep |
Deq |
Der |
Des |
Det |
Deu |
Dev |
Dew |
Dex |
Dey |
Dez
 
Dela |
Delb |
Delc |
Deld |
Dele |
Delf |
Delg |
Delh |
Deli |
Delj |
Delk |
Dell |
Delm |
Deln |
Delo |
Delp |
Delr |
Dels |
Delt |
Delu |
Delv |
Delw |
Dely |
Delz
Die Liste der Biografien führt alle Personen auf, die in der deutschsprachigen Wikipedia einen Artikel haben. Dieses ist eine Teilliste mit 33 Einträgen von Personen, deren Namen mit den Buchstaben „Delu“ beginnt.

## Delu

### Delub
- Delubac, Jacqueline (1907–1997), französische Schauspielerin, Kunstsammlerin und Mäzenin

### Deluc
- Deluc, Gabriel (1883–1916), französischer Maler
- Deluc, Jean-André (1727–1817), Schweizer Geologe und Meteorologe
- Deluc, Jean-André (1763–1847), Schweizer Rechtsanwalt und Geologe
- DeLuca, Fred (1947–2015), US-amerikanischer Unternehmer und Gründer der Schnellrestaurantkette SubwayFred DeLuca (1947–2015)

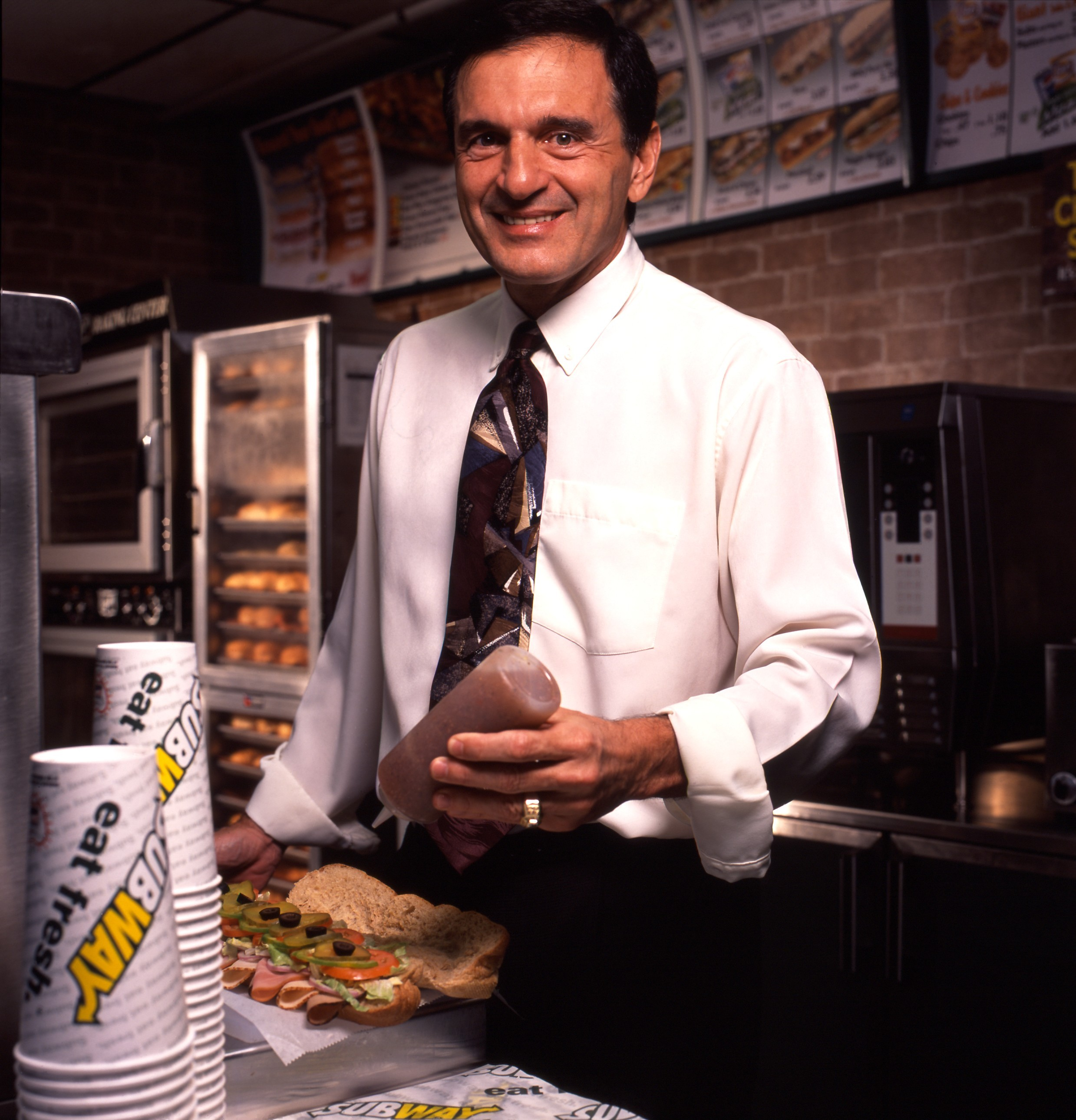
Fred DeLuca (1947–2015)

- DeLuca, George (1889–1983), US-amerikanischer Jurist, Bankier und Politiker
- DeLuca, Hector F. (* 1930), US-amerikanischer Biochemiker
- Deluca, Ivan (* 1997), italienischer Eishockeyspieler
- DeLuca, John (* 1986), US-amerikanischer Schauspieler
- DeLucas, Lawrence J. (* 1950), US-amerikanischer Astronaut
- Delucchi, Vittorio (1925–2015), Schweizer Entomologe

### Delue
- Deluermoz, Quentin (* 1976), französischer Historiker

### Delug
- Delug, Alois (1859–1930), österreichischer Maler
- Delugan, Pietro (1854–1923), Meraner Baumeister
- Delugan, Roman (* 1963), österreichisch-italienischer Architekt
- Delugan-Meissl, Elke (* 1959), österreichische Architektin
- DeLugg, Milton (1918–2015), US-amerikanischer Komponist, Arrangeur und Dirigent

### Delui
- Deluigi, Silvana (* 1960), argentinische Tango-Interpretin
- Deluil-Martiny, Marie de Jésus (1841–1884), Gründerin der Kongregation der Töchter des Herzen Jesu
- DeLuise, David (* 1971), US-amerikanischer Schauspieler
- DeLuise, Dom (1933–2009), US-amerikanischer Schauspieler
- DeLuise, Michael (* 1969), US-amerikanischer Schauspieler und Regisseur
- DeLuise, Peter (* 1966), US-amerikanischer Schauspieler, Filmproduzent und Regisseur

### Delum
- Delumeau, Jean (1923–2020), französischer Historiker mit Schwerpunkt Geschichte der katholischen Kirche

### Delun
- DeLuna, Carl (1927–2008), US-amerikanischer Mobster
- DeLuna, Kat (* 1987), US-amerikanische Sängerin
- Delune, Louis (1876–1940), belgischer Komponist, Dirigent und Pianist
- Deluns-Montaud, Pierre (1845–1907), französischer Politiker
- Delunsch, Mireille (* 1962), französische Opernsängerin (Sopran)

### Delur
- Delura, Michael (* 1985), deutscher Fußballspieler

### Delux
- Deluxe, Marlene (* 1963), deutsche Drag Queen und Unternehmerin

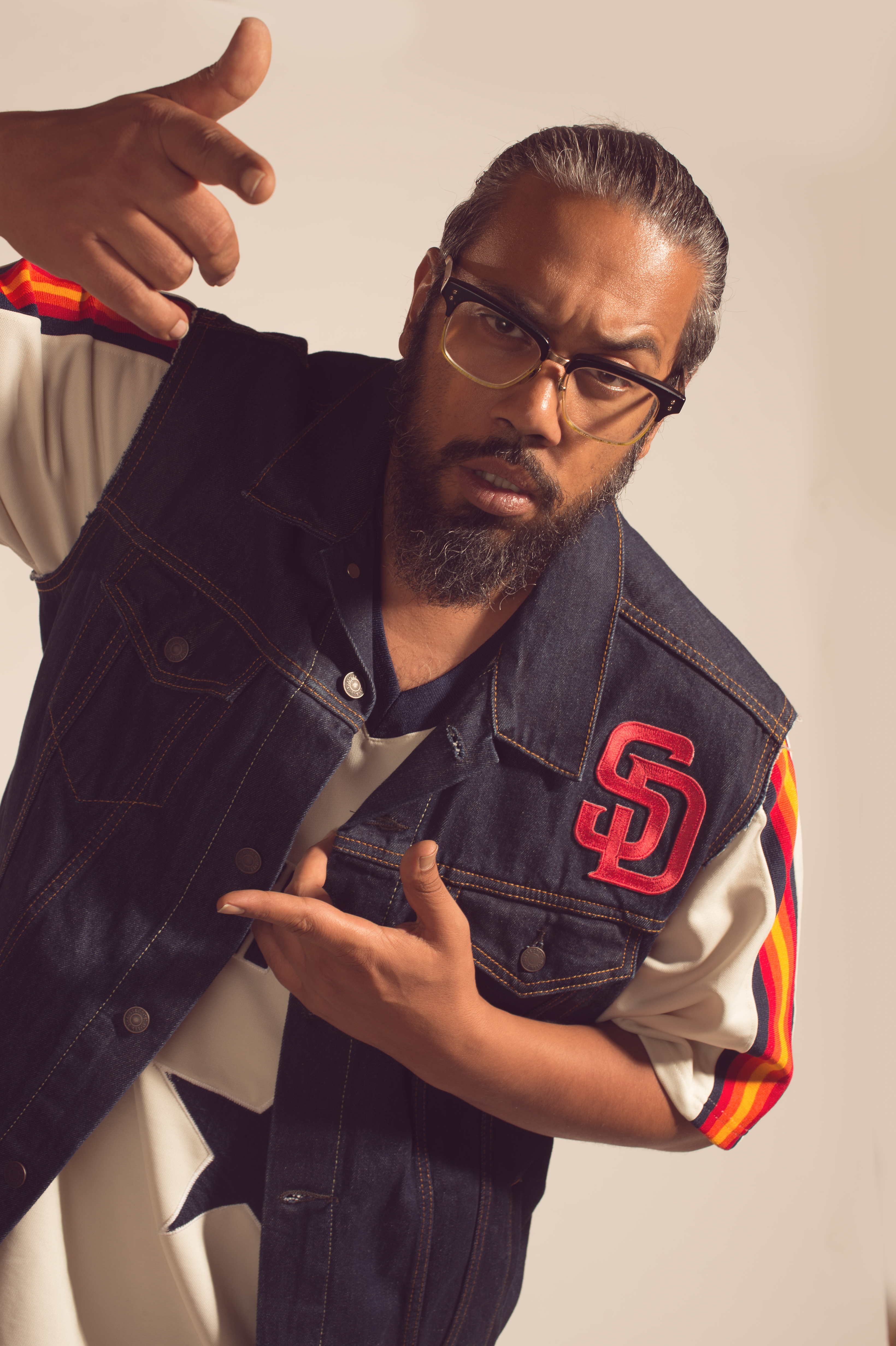
Samy Deluxe (* 1977)

- Deluxe, Samy (* 1977), deutscher RapperSamy Deluxe (* 1977)

### Deluz
- Deluzio, Chris (* 1984), US-amerikanischer Politiker der Demokratischen Partei